# Silent Hunter II
Silent Hunter II — відеогра у жанрі симулятора підводних човнів на тему підводних битв Другої світової війни від Ubisoft. Створена для Windows 95/98/ME. Спочатку розроблялася компанією Aeon Electronic Entertainment, творцями першої Silent Hunter, але їм довелося залишити проект незавершеним, і закінчила його Ultimation Inc. Після значних затримок гра була випущена в листопаді 2001 року.
У Silent Hunter II гравець стає членом команди німецького підводного човна часів Другої битви за Атлантику. У грі є однокористувацькі і розраховані на багатьох місії.
На додаток до деяких окремих місій одиночного режиму гравець може дозволяє гравцеві взяти участь у таких відомих моментах, як проникнення U-47 у Скапа-Флоу, прохід через Гібралтарську протоку і операція «Drumbeat».
Німецький ветеран Другої світової війни, командир підводного човна Еріх Топп був одним з технічних консультантів гри.
У концепції Silent Hunter II було новим те, що можна було битися он-лайн не тільки проти інших підводних човнів, а й проти есмінців, які контролювалися гравцями з «Команди руйнівників» (англ. Destroyer Command) (назву дала Ubisoft).
Тим не менш, шанувальники Silent Hunter не дуже любили гру. Silent Hunter II був підданий критиці за сирий АІ, відсутність перегравання кар'єри гравця, обмежений набір місій і некращі якість багатокористувацької гри, яка часто відключалася так і не розпочавшись.
Для виправлення і поліпшення багато режиму був випущений неофіційний патч під назвою Projekt Messerwetzer. Також фанатами було створено чималу кількість додаткових модів, патчів і місії.